# 存古堂琴谱
《存古堂琴譜》，古琴譜。這是天都吳文煥的一個刻本琴譜，共二十曲，刻於清雍正四年。該譜琴曲都是通行的傳統舊曲，在音調和段數上，均與康熙末年諸譜無異。這一事說明，進入清雍正以後，傳統琴曲的標題、音調、段數都已大體定型，琴家不講創作，只追求傳統，即使對於琴論也很少貢獻了。
此譜有四篇序文，朱品奇、王晉原、曹禮周三篇均強調撰人的指法不凡，舊譜旨在提攜後進，而吳文煥本人甚至對嚴徐（嚴天池、徐青山）“猶惜其指法明，而用指之法未究”。又謂“客歲獲晤雉城吳子，相與講論細微，研核精密，悉爲分注”。